# Megachile latericauda
Megachile latericauda là một loài Hymenoptera trong họ Megachilidae. Loài này được Cockerell mô tả khoa học năm 1921.